# Лишафай, Алла Ивановна
Алла Ивановна Лишафай (родилась 24 декабря 1983 в Чернигове) — украинская футболистка, защитница. Выступала за сборную Украины.

## Карьера

### Клубная
Воспитанница школы черниговской «Легенды». Выступала в её составе с перерывами с 2000 по 2010 годы: за время перерывов играла в Азербайджане (клуб «Гёмрюкджю») и России («Звезда-2005»). С 2011 года выступала в России за клубы «Зоркий» и «Рязань-ВДВ». Чемпионка России сезонов 2007, 2008, 2009, 2012/13 и 2013, серебряный призёр чемпионата 2011/12. Финалистка женского Кубка УЕФА 2009 года.

### В сборной
Участница женского Евро-2009.